# Президентские выборы в Перу (1912)
Президентские выборы в Перу проходили 25 и 26 мая 1912 года. Победителем стал Гильермо Биллингхёрст. После отмены этих выборов, поскольку минимально необходимая треть явки не была достигнута из-за бойкота и пикетов, организованных Демократической партией в Лиме, Арекипе и Уарасе, Конгресс избрал Биллингхёрста президентом Перуанской Республики на период 1912—1916 годов.

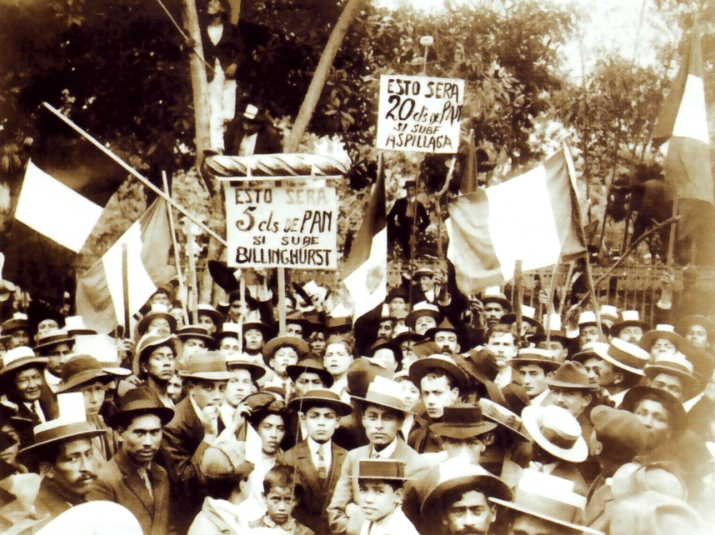
Манифестация в поддержку Гильермо Биллингхёрста (1912).

Президентский срок Биллингхёрста начался 24 сентября 1912 года, после окончания срока Аугусто Б. Легии, победившего на выборах 1908 года.
Биллингхерст был свергнут со своего поста в результате военного переворота генерала Оскара Р. Бенавидеса, поэтому досрочные выборы были проведены в 1915 году.